# 피고인
|                                                                  |
| 형사소송법                                                       |
| 이념과 구조                                                      |
| 무죄 추정의 원칙 · 자백배제법칙 · 전문법칙                       |
| 증거보전청구권 · 형사보상청구권 · 독수독과이론                   |
| 실체적 진실주의 · 적정절차 · 신속한 재판의 원칙                  |
| 진술거부권 · 접견교통권 · 증거개시제도                           |
| 열람등사권 · 위법수집증거배제법칙                                |
| 법원                                                             |
| 제척 · 기피 · 회피 관할 · 이송 · 법관                            |
| 피고인과 변호인                                                  |
| 피고인 ·변호인 · 성명모용자 · 공동피고인 국선변호인 · 법정대리인 |
| 검사                                                             |
| 기소독점주의 · 검사 동일체의 원칙                                |
| 수사                                                             |
| 함정수사 · 불심검문 · 임의동행 · 동행요구 · 사법경찰관           |
| 구속                                                             |
| 구속영장 · 체포영장                                              |
| 증거법                                                           |
| 정황증거 · 전문증거 · 진술조서 · 진술서 · 실황조사서 · 검증조서  |
| 진술 · 증인                                                      |
| 재판                                                             |
| 공소장 · 공소장일본주의                                          |
| 고소 · 고발 · 고소불가분의 원칙 · 자수                           |
| 상소                                                             |
| 항소, 상고 & 비상상고                                            |
| 다른 7법 영역                                                    |
| 헌법 · 민법 · 형법                                               |
| 민사소송법 · 형사소송법 · 행정법                                 |
| 포털: 법 · 법철학 · 형사정책                                     |
| v • d • e • h                                                    |

피고인(被告人, 문화어: 피소자(被訴者))은 소송을 제기하는 자(원고)의 상대방(피고)으로 본래 소송을 당한 사람을 의미한다. 형사소송에서 검사에 의하여 "공소가 제기된 자를 피고인으로 한다"는 형사소송법 규정에 의하여 형사재판에서 피고인이라고 하지만 판결이 확정되기 전까지는 범인이라 단정할 수 없으므로, 무죄의 추정에 의해 단지 신뢰할 만한 증거에 의하여 "죄를 범했다"고 "의심을 받는다"는 의미의 피의자라고 부르는 것이 맞으며 즉결심판에서 법정에서 피의자와 법률에서 피고인이라고 하여 함께 사용되고 있다.
어쨌든 공소가 제기되어도 검사가 범죄를 확실히 입증하지 못한다면 피고인은 무죄로 판결받게 된다. 또한 피고인은 검사와 대등한 입장에서 자신의 무죄를 주장할 수 있는 소송당사자로서의 지위를 법률로서 인정받는다. 이를 당사자대등의 원칙이라 한다. 피고인이 자신의 입장을 대변하기 위해 변호인을 선임할 수 있는 제도도 이 원칙에 근거하고 있다. 피고인은 당해 재판시 항상 법정에 출두하여야 하고 이를 거부할 때 공권력을 동원해서 피고인을 출두시킬 수 있다. 그러나 피고인은 법정에서 자신이 원하지 않을 시에는 침묵할 수 있는 묵비권을 가진다. 다만 "500만원 이하의 벌금에 해당하는 경미한 사건에 있어 피고인의 출석을 요하지 아니한다"는 법규정에 대해 법원은 "피고인 없어도 재판을 진행할 수 있다"고 해석하지만 "다만 변호인으로 하여금 출석하게 할 수 있다"는 후술하는 내용으로 인하여 논란이 있다.

## 공동피고인
수인이 형사소송법 제11조의 관련사건으로 연결될 때 동일한 소송절차에서 재판받는 경우가 발생하는데, 이때 수인의 피고인을 공동피고인이라고 한다. 이러한 공동피고인은 단지 소송절차가 동일하다는 차원에서만 공동성을 지니고 있는 것이지 소송효과까지 공유하는 것은 아니다. 공동피고인의 소송관계는 각 피고인마다 별도로 설정되는 것이기 때문에 그 중 일부에 대해 발생한 사유는 다른 공동피고인에게 영향을 미치지 않는다

## 소송법상 지위

### 당사자로서의 지위
공판에 있어서 방어권과 소송절차참여권을 가지는데 방어권의 예로 공소장부본을 송달받을 권리, 공판기일변경신청권 및 지정신청권, 공판조서열람등사권 등의 방어준비를 위한 권리, 진술거부권, 이익이 되는 사실을 진술할 권리, 최후진술권, 증거신청권, 증거조사에 있어서의 의견진술권과 이의 신청권 등이 있다.
소송절차참여권으로는 공판정 출석권, 증인신문과 검증, 감정 등의 참여권 등이 있다.

## 참고 문헌
- 손동권, 『체계적 형법연습』, 율곡출판사, 2005. (ISBN 8985177915)